# Тегарт-Далтон, Джуди
Джудит Энн Маршалл (Джуди) Тегарт (англ. Judith Anne Marshall "Judy" Tegart, в замужестве Далтон, Dalton; род. 12 декабря 1937, Мельбурн) — австралийская теннисистка, победительница 9 турниров Большого шлема в женском и смешанном парном разряде, обладательница карьерного Большого шлема в женском парном разряде. Двукратная обладательница Кубка Федерации (1965, 1970) в составе сборной Австралии. Член «Оригинальной девятки» основательниц женского профессионального тура Virginia Slims. Член Зала славы австралийского тенниса (2013).

## Спортивная карьера
Джуди Тегарт известна как специалист по выступлениям в парах, одна из немногих женщин в истории тенниса, выигравших за карьеру все четыре турнира Большого шлема. Два из трёх первых титулов в турнирах Большого шлема она завоевала в 1964 и 1967 годах на чемпионате Австралии с Лесли Тёрнер, победив также в 1966 году на чемпионате Франции в паре с Маргарет Смит (в замужестве Корт). В 1966 году Тегарт также выиграла в паре с Тони Рочем чемпионат Австралии в миксте. После 1967 года и нача́ла Открытой эры в истории тенниса она с Корт ещё дважды выигрывала Открытый чемпионат Австралии и по одному разу Уимблдонский турнир (в 1969 году) и Открытый чемпионат США (1970). Свой последний титул в турнирах Большого шлема завоевала в 1971 году на Открытом чемпионате США с американкой Розмари Казалс.
На счету Тегарт также ряд проигранных финалов турниров Большого шлема во всех разрядах. В их числе финал Уимблдонского турнира в одиночном разряде 1968 года против Билли Джин Кинг (после побед над Корт и Нэнси Ричи), три финала в женских парах и семь в миксте (в том числе три с Рочем). В 1965—1967 и 1969—1970 годах она выступала за сборную Австралии в Кубке Федерации — основном международном женском теннисном турнирт на уровне национальных команд. В общей сложности участвовала в 15 матчах, в одиночном разряде одержав 6 побед при 1 поражении, а в парном — 12 побед при 3 поражениях. Вместе со сборной Австралии дважды — в 1965 и 1970 годах — завоёвывала этот трофей, а в 1969 году была финалисткой.
По итогам сезона 1968 года поставлена на 7-е место в ежегодном рейтинге сильнейших теннисисток мира, публиковавшемся газетой Daily Telegraph; теннисный эксперт Джо Макколи по итогам того же сезона поставил Тегарт на шестое место. В 32 года она вошла в состав «Оригинальной девятки» — группы женщин-теннисисток, с помощью промоутера Глэдис Хелдман основавших профессиональный тур Virginia Slims, — и стала финалисткой первого турнира этого тура, сыгранного в Хьюстоне в 1970 году, проиграв Казалс. Члены «Оригинальной девятки» считаются пионерами женского профессионального тенниса и борьбы женщин-спортсменок за равную с мужчинами оплату труда.
По окончании игровой карьеры занимала пост президента австралийского Фонда Кубка Федерации. В 2013 году имя Джуди Далтон включено в списки Зала славы австралийского тенниса. В 2019 году удостоена медали ордена Австралии.

## Личная жизнь
В ноябре 1969 года вышла замуж за Дэвида Далтона и в дальнейшем выступала под двойной фамилией. В браке с Далтоном родила дочь и сына.

## Финалы турниров Большого шлема за карьеру

### Одиночный разряд (0-1)
| Результат | Год  | Турнир              | Покрытие | Соперница в финале | Счёт в финале |
| --------- | ---- | ------------------- | -------- | ------------------ | ------------- |
| Поражение | 1968 | Уимблдонский турнир | Трава    | Билли Джин Кинг    | 7-9, 5-7      |

### Женский парный разряд (8-3)
| Результат | Год  | Турнир                           | Покрытие | Партнёрша      | Соперницы в финале             | Счёт в финале |
| --------- | ---- | -------------------------------- | -------- | -------------- | ------------------------------ | ------------- |
| Победа    | 1964 | Чемпионат Австралии              | Трава    | Лесли Тёрнер   | Маргарет Смит Робин Эбберн     | 6-4, 6-4      |
| Победа    | 1966 | Чемпионат Франции                | Грунт    | Маргарет Смит  | Джилл Блэкмен Фэй Тойн         | 4-6, 6-1, 6-1 |
| Поражение | 1966 | Уимблдонский турнир              | Трава    | Маргарет Смит  | Мария Буэно Нэнси Ричи         | 3-6, 6-4, 4-6 |
| Победа    | 1967 | Чемпионат Австралии (2)          | Трава    | Лесли Тёрнер   | Лоррейн Робинсон Эвелин Терра  | 6-0, 6-2      |
| Поражение | 1968 | Открытый чемпионат Австралии     | Трава    | Лесли Тёрнер   | Карен Кранчке Керри Мелвилл    | 4-6, 6-3, 2-6 |
| Победа    | 1969 | Открытый чемпионат Австралии (3) | Трава    | Маргарет Корт  | Розмари Казалс Билли Джин Кинг | 6-4, 6-4      |
| Победа    | 1969 | Уимблдонский турнир              | Трава    | Маргарет Корт  | Патти Хоган Пегги Мичел        | 9-7, 6-2      |
| Победа    | 1970 | Открытый чемпионат Австралии (4) | Трава    | Маргарет Корт  | Карен Кранчке Керри Мелвилл    | 6-1, 6-3      |
| Победа    | 1970 | Открытый чемпионат США           | Трава    | Маргарет Корт  | Розмари Казалс Вирджиния Уэйд  | 6-3, 6-4      |
| Победа    | 1971 | Открытый чемпионат США (2)       | Трава    | Розмари Казалс | Франсуаза Дюрр Гейл Шанфро     | 6-3, 6-3      |
| Поражение | 1972 | Уимблдонский турнир              | Трава    | Франсуаза Дюрр | Билли Джин Кинг Бетти Стове    | 2-6, 6-4, 3-6 |

### Смешанный парный разряд (1-7)
| Результат | Год  | Турнир                 | Покрытие | Партнёр       | Соперники в финале          | Счёт в финале  |
| --------- | ---- | ---------------------- | -------- | ------------- | --------------------------- | -------------- |
| Поражение | 1963 | Чемпионат США          | Трава    | Эд Рубинофф   | Маргарет Смит Кен Флетчер   | 6-3, 6-8, 2-6  |
| Поражение | 1964 | Чемпионат США          | Трава    | Эд Рубинофф   | Маргарет Смит Джон Ньюкомб  | 8-10, 6-4, 3-6 |
| Поражение | 1965 | Уимблдонский турнир    | Трава    | Тони Роч      | Маргарет Смит Кен Флетчер   | 10-12, 3-6     |
| Поражение | 1965 | Чемпионат США          | Трава    | Фрэнк Фрёлинг | Маргарет Смит Фред Столл    | 2-6, 2-6       |
| Победа    | 1966 | Чемпионат Австралии    | Трава    | Тони Роч      | Робин Эбберн Уильям Боури   | 6-1, 6-3       |
| Поражение | 1967 | Чемпионат Австралии    | Трава    | Тони Роч      | Лесли Тёрнер Оуэн Дэвидсон  | 7-9, 4-6       |
| Поражение | 1969 | Уимблдонский турнир    | Трава    | Тони Роч      | Энн Хейдон-Джонс Фред Столл | 2-6, 3-6       |
| Поражение | 1970 | Открытый чемпионат США | Трава    | Фрю Макмиллан | Маргарет Корт Марти Риссен  | 4-6, 4-6       |

## Финалы Кубка Федерации за карьеру (2-1)
| Результат | № | Год  | Место проведения    | Покрытие | Команда                                    | Соперницы в финале                      | Счёт |
| --------- | - | ---- | ------------------- | -------- | ------------------------------------------ | --------------------------------------- | ---- |
| Победа    | 1 | 1965 | Мельбурн, Австралия | Трава    | Австралия М. Смит, Дж. Тегарт, Л. Тёрнер   | США К. Гребнер, Б. Дж. Моффитт          | 2:1  |
| Поражение | 1 | 1969 | Афины, Греция       | Грунт    | Австралия М. Корт, К. Мелвилл, Дж. Тегарт  | США Дж. Барткович, Н. Ричи, Дж. Хелдман | 1:2  |
| Победа    | 2 | 1970 | Фрайбург, ФРГ       | Грунт    | Австралия Карен Кранчке, Дж. Тегарт-Далтон | ФРГ Х. Ниссен, Х. Хосль                 | 3:0  |